# A casa de Alice
A casa de Alice è un film del 2007 diretto da Chico Teixeira.
Venne presentato nel novembre del 2007, nella sezione Panorama del Festival internazionale del cinema di Berlino.

## Trama
Alice è sposata da 20 anni con un tassista, ha tre figli maschi, lavora in un salone di bellezza e sua madre Jacira l'aiuta a casa con le faccende domestiche. Nonostante la sua sembri una famiglia perfetta, in realtà ogni membro della famiglia nasconde i propri segreti: il marito Lindomar intraprende continue relazioni extraconiugali con giovani ragazze; il figlio maggiore Lucas si arruola militare e intanto guadagna qualche soldo prostituendosi; i figli Edinho e Junior intraprendono una relazione incestuosa e la stessa Alice è destinata a diventare cieca. Il ritorno in città di Nilson, fidanzato della donna ai tempi del liceo, fa riemergere in lei sentimenti mai completamente assopiti e minaccia la serenità della sua famiglia.

## Produzione
Il film è stato girato interamente a San Paolo usando come location un vero appartamento e un vero salone di bellezza.

## Riconoscimenti
- 2006 - Festival internazionale del cinema di San Sebastián
  - C.I.C.A.E. Award a Chico Teixeira
  - TVE Award a Chico Teixeira[2]
- 2007 - Chicago International Film Festival
  - International Film a Chico Teixeira
- 2007 - Fribourg International Film Festival
  - E-Changer Award a Chico Teixeira
  - Grand Prix a Chico Teixeira
- 2007 - Guadalajara International Film Festival
  - FIPRESCI Prize a Chico Teixeira
  - Mayahuel Award per la miglior attrice a Carla Ribas
  - Special Jury Award a Chico Teixeira
- 2007 - Havana Film Festival
  - Best First Work a Chico Teixeira
  - Grand Coral - First Prize a Chico Teixeira
- 2007 - Miami Film Festival
  - Special Mention for Dramatic Features - Ibero-American Cinema Competition a Carla Ribas
- 2007 - Festival internazionale del cinema di Rio de Janeiro
  - Miglior attrice a Carla Ribas
- 2007 - São Paulo International Film Festival
  - International Jury Award per la miglior attrice a Carla Ribas
  - Nomination International Jury Award per il miglior film a Chico Teixeira
- 2008 - ABC Cinematography Award
  - Nomination Miglior montaggio a Vânia Debs
- 2008 - ACIE Awards
  - Miglior attrice a Carla Ribas
  - Nomination Miglior film a Chico Teixeira
  - Nomination Miglior sceneggiatura a Chico Teixeira
- 2008 - Cinema Brazil Grand Prize
  - Nomination Miglior attrice a Carla Ribas
  - Nomination Miglior sceneggiatura originale a Chico Teixeira, Júlio Maria Pessoa, Sabina Anzuategui e Marcelo Gomes
- 2008 - Prêmio Qualidade
  - Nomination Miglior film
  - Nomination Miglior attrice a Carla Ribas
  - Nomination Miglior regista a Chico Teixeira
- 2008 - SESC Film Festival
  - Miglior attrice a Carla Ribas
- 2008 - São Paulo Association of Art Critics Awards
  - Miglior attrice a Carla Ribas